# GRP VERATV
GRP VERATV  (ex GRP Televisione - Giornale Radiotelevisivo Piemonte) è un'emittente televisiva locale con sede a Torino.

## Storia
Nacque nel 1976, insieme all'emittente radiofonica Radio GRP, facente parte della stessa proprietà, e fu la prima fra le reti televisive locali torinesi a proporre i programmi, anche da studio, a colori. Nel 1979 cominciò a trasmettere 24/24 ore col cambio indicativo del nome GRP - No Stop, che è stato esposto in sovrimpressione per alcuni anni.
Le frequenze UHF da cui trasmetteva originariamente a Torino erano i canali 42-66 e 60 che serviva la collina torinese dalla Torre Littoria, il grattacielo in piazza Castello che rendeva la tv ben visibile in tutta la città anche con una semplice antenna portatile (dal 2007 è sul canale 39 da Superga; insieme al canale 27 da Borghetto di Borbera, in provincia di Alessandria, e ad alcune frequenze minori raggiunge buona parte della regione) ma presto si diffuse capillarmente in tutto il Piemonte (una delle poche a raggiungere le valli di Susa e Lanzo) e la Valle d'Aosta, a Pavia e perfino nella Svizzera italiana via cavo, tanto da essere per molto tempo la più seguita e rappresentare un punto di riferimento per l'informazione locale.
I primi studi di produzione si trovavano in via San Dalmazzo, sede che fu interessata da un devastante incendio. Nell'agosto 1981 l'emittente si trasferì in Via Camerana, dove disponeva, unica tra le emittenti locali a quel tempo, di due regie e di un furgone attrezzato con una regia mobile che consentiva di collegarsi in diretta da esterno. Direttore generale e dei programmi e mente dell emittente e Giuliana Gardini. Fra i conduttori del notiziario GRP flash c'era Mario Pisano, poi passato a Videogruppo e successivamente alla Rai, Maura Fassio, ora alla redazione Rai del TGR Piemonte, come anche Daniele Cerrato (TGR Leonardo). Tra i volti noti che si sono "fatti le ossa" in questa emittente, Alba Parietti che conduceva giochi a premi, Alessandra Maria Fontana che condusse vari programmi come Spazio Donna (il primo programma pomeridiano dedicato alle tematiche femminili), Magic Moment (il primo talent show per giovani cantanti in collaborazione con la casa discografica RCA), la trasmissione sportiva Vinovo Corre e una divertentissima trasmissione-cabaret con Eric e Piero (Piero Chiambretti) dal titolo provocatorio Succhia la gomma con la regia di Mario Forges Davanzati Fu poi chiamata dal direttore generale della Rai di Torino per condurre per Rai 2 "Il pomeriggio" e "Tandem" con Fabrizio Frizzi.
Un'altra conduttrice che ricordiamo è Silvia Rosa Brusin, oggi alla redazione Rai della trasmissione scientifica Leonardo. Ma anche Piero Chiambretti, Maria Teresa Ruta, Ramona Dell'Abate e Giovanni Arpino sono passati sugli schermi del Giornale Radiotelevisivo Piemonte (questo oggi il significato dell'acronimo GRP TV).
Il giornalista sportivo Gian Paolo Ormezzano conduceva un programma sul calcio in cui una delle vallette era Sarah Varetto, poi approdata al notiziario Monitor e successivamente al programma Italia Maastricht su Rai 3 e a Mia Economia, di Alan Friedman e oggi dirige il canale all news Sky TG24. Tra le presentatrici, Giovanna (Giò) Maldotti, è poi diventata il volto ufficiale di Tele+ ed ha partecipato al film Impiegati di Pupi Avati. Giò aveva iniziato come lettrice dei programmi, poi nel 1981 era passata alla conduzione della fortunata trasmissione per bambini "Pane, Burro e Zucchero" come aiuto di Maurizio Introna: un quiz in diretta a premi molto seguito che contrapponeva 5 maschi ad altrettante femmine. Una trasmissione in onda due volte la settimana che aveva avuto già grande successo l'anno prima quando Introna l'aveva condotta con 2 vallette differenti. All'interno del programma servizi realizzati dai conduttori in esterna (circo, Luna Park, musei etc)
Telefilm e cartoon erano abbondanti in un palinsesto aperto alla realtà locale cittadina e GRP ha trasmesso uno dei primi e più fortunati cartoni animati giapponesi Candy Candy, programmato proprio dopo "Pane, burro e zucchero". Ha fatto parte del circuito Euro TV.
Acquistata da Antenna 3 Lombardia, subì il tracollo finanziario della tv milanese, e si ritrovò a dover vendere buona parte della rete di frequenze alla nascente Tv7 Pathè ma prima si costituì in cooperativa gestita dagli stessi lavoratori, riducendo la propria diffusione. Passata successivamente in diverse mani, oggi è diretta da Mauro Lazzarino e dispone di redazioni a Torino, in lungo Dora Firenze, ad Alessandria, Cuneo e Asti.
A gennaio 2023, entrando in un nuovo gruppo televisivo, GRP Televisione acquisisce il nuovo marchio GRP VERATV. 

## Palinsesto
Tra i programmi principali dell'emittente vi è Monitor, il telegiornale, che va in onda con due edizioni giornaliere, alle 13:00 e alle 19:00, in diretta.
Nel 2009 GRP ha trasmesso per la prima volta e in diretta lo storico Palio di Asti. La telecronaca, curata dal giornalista Jacopo Bianchi, ha visto la presenza per il commento tecnico dell'ex Capitano del Palio e sbandieratore dell'Asta Paolo Raviola. Le interviste erano curate dalle giornaliste Chiara Serra e Lucia Pignari. L'evento è stato trasmesso poi per gli anni successivi fino al 2019. Nel 2022 GRP torna a trasmettere il Palio in diretta.

## Il digitale terrestre
Nel 2010, con il passaggio al digitale terrestre, l'offerta si è ampliata con l'arrivo di nuovi canali tematici:
- GRP Televisione: canale principale a carattere generalista.
- 114 Televisione: proponeva il meglio della programmazione del canale principale.
- GRP 3 Piedmont: lanciato il 22 febbraio 2011, canale che trasmetteva principalmente documentari, itinerari culturali ed enogastronomici.
- GRP 4 Market: lanciato il 6 maggio 2010, il canale trasmetteva 24 ore su 24 principalmente offerte commerciali e televendite.
- GRP 2 Punto Zero: lanciato il 22 febbraio 2011, canale rivolto principalmente ad un pubblico giovane. Trasmetteva programmi d'intrattenimento, spettacoli, musica, e rubriche dedicate.
- GRP 6 Sei Tu: lanciato il 22 febbraio 2011, canale rivolto principalmente al cittadino, proponeva spazi e programmi di approfondimento a taglio culturale e informativo.

Nel 2022 sono stati chiusi tutti ad eccezione della rete principale e del canale  114.